# Oblast Jekaterinenburg
De oblast Jekaterinenburg (Russisch: Екатеринбургская область, Jekaterinboergskaja oblast) was een kortstondige oblast ten tijde van het Russische Rijk. De oblast ontstond op 27 januari 1781 door de opsplitsing van de namestnitsjestvo Perm per oekaze van Catharina II. De andere oblast die ontstond was de oblast Perm. De hoofdplaats was Jekaterinenburg.
In 1781 telde de oblast 160.824 inwoners, verdeeld over 8 oejezden; Jekaterinenburgski (20.217), Tsjeljabinski (22.530), Sjadrinski (22.787), Dalmatovski (22.849), Kamysjlovski (19.057), Irbitski (18.706), Alapajevski (18.102) en Verchotoerski (16.576). 
De oblast bestond tot 1797, toen het Oeralgebied werd verdeeld tussen de gouvernementen Vjatka, Perm en Orenburg en de oblast samen met de oblast Oefa onderdeel werd van het gouvernement Perm.